# Boris Onisjtsjenko
Boris Grigorjevitsj Onisjtsjenko (Russisch: Борис Григорьевич Онищенко) (Bereznyaky (Oblast Poltava), 19 september 1937) is een voormalige Sovjet-Russische moderne vijfkamper, geboren in Oekraïne. Hij was individueel wereldkampioen in 1971. Met het Sovjet-Russische team behaalde hij de wereldtitel in 1969, 1973 en 1974. Zijn carrière eindigde echter in een schandaal op de Olympische Spelen van 1976 in Montréal.  

## Olympische Spelen
Onisjtsjenko, een militair uit het Rode Leger, nam deel aan de Olympische Zomerspelen van 1968, 1972 en 1976. In 1968 won hij zilver met het team; in 1972 won hij zilver in de individuele competitie en goud met het team. 

## Valsspelen
Tijdens de Olympische Spelen van 1976 in Montréal werd Boris Onisjtsjenko bij het schermen gediskwalificeerd wegens valsspelen. Tijdens een gevecht tegen een Brit merkte de Britse kapitein Jeremy Fox op dat het wapen van Onischenko een treffer aangaf hoewel hij zijn tegenstander niet had geraakt. De Britten dienden een klacht in. Het bleek dat de degen van Onisjtsjenko gemanipuleerd was. In de handgreep van zijn wapen was een knop aangebracht waarmee hij de elektrische stroomkring kon sluiten die een treffer aanduidt - wat normaal enkel kan gebeuren wanneer de tip van het wapen contact maakt met de tegenstander. Onisjtsjenko werd gediskwalificeerd en het Sovjet-Russische team, groot favoriet voor het goud, werd uit de uitslag verwijderd. Zijn teamgenoten mochten wel verder deelnemen in de individuele competitie.
Het geval-Onisjenko was een "schandaal van de eerste orde". Hoewel hij enkel voor het schermen was gediskwalificeerd en in principe nog mocht deelnemen aan de volgende proef, zette de Sovjet-Russische ploegleiding Onisjtsjenko onmiddellijk uit de ploeg en op een vliegtuig terug naar Kiev. Dit betekende meteen het einde van zijn sportieve carrière.

## Verdere werkzaamheden
Vervolgens was hij gedurende ruim 30 jaar tot zijn pensioen directeur van het in 1977 opgerichte sportcentrum Atleta in Kiev.
1952: Benedek, Kovácsi, Szondy
1956: Derjoegin, Novikov, Tarassov ·
1960: Balczó, Nagy, Németh ·
1964: Minejev, Mokejev, Novikov ·
1968: Balczó, Moná, Török ·
1972: Lednjev, Onisjtsjenko, Sjmelev ·
1976: Fox, Nightingale, Parker ·
1980: P. Lednjev, J. Lipejev, Starostin ·
1984: Cristofori, Masala, Massullo ·
1988: Fábián, Martinek, Mizsér ·
1992: Czyżowicz, Gożdziak, Skrzypaszek